# Ministère des Affaires économiques et de l'Emploi
Pour les articles homonymes, voir Ministère des Affaires économiques et Ministère de l'Économie et des Finances.
Le ministère des Affaires économiques et de l'Emploi (finnois : Suomen työ- ja elinkeinoministeriö) est un ministère finlandais dépendant du Conseil d’État de Finlande.

## Attributions
Les responsabilités du ministère de l'Emploi et de l'Économie comprennent:
- politique commerciale
- politique énergétique et coordination de la préparation et de la mise en œuvre de la politique climatique au niveau national
- innovation et technologie, internationalisation des entreprises et sécurité technique
- emploi et emploi public et services aux entreprises
- environnement de travail, conventions collectives et médiation du travail
- intégration des immigrés
- développement régional
- le fonctionnement du marché, la promotion de la concurrence et la politique des consommateurs.

## Établissements rattachés

### Agences gouvernementales
- Bureaux de l'emploi et du développement économique
- Centre pour le développement économique, les transports et l'environnement (ELY)
- Agence de l'énergie
- Agence de la concurrence et de la consommation (KKV)
- Office finlandais des brevets et de l'enregistrement (PRH)
- Centre de recherche géologique de Finlande (GTK)
- Centre national d'approvisionnement d'urgence
- Agence de la sécurité et des produits chimiques (Tukes)
- Centre KEHA
- Business Finland

### Entreprises
- Business Finland Oy
- Investissement industriels
- Centre de recherche technique de Finlande (VTT)
- Baltic Connector Oy
- Terrafame Group Oy
- Finnvera Oyj

### Fonds
- Fonds de gestion des déchets nucléaires
- Fonds de la sécurité d'approvisionnement
- Fonds de garantie d'État

## Liste des ministres
Deux portefeuilles ministériels sont attachés au ministère:
- Ministre de l'Économie
- Ministre de l'Emploi